# Svenska Hem Arena
Svenska hem Arena, ursprungligen Mälarforum, är en inomhusarena och mässanläggning som ligger i Strängnäs och som invigdes 1984. Kostnaden för bygget var 46 miljoner kronor. Här anordnades bland annat Dansbandskampen 2008 och 2009. Även mässor har anordnats här. Jehovas Vittnen köpte arenan av Strängnäs kommun år 1993 och ägde arenan fram till år 2006 då man sålde arenan till Svenska Hem, som bytte namn på anläggningen. 2013 meddelade ägaren Svenska Hems vd, Mats Svensson, att hallen för tillfället ”är parkerad”. Den har varit det ett längre tid och innebär att den inte utnyttjas över huvud taget. Såväl värme som vatten är avstängt och han säger att företaget inte heller aktivt letar efter några hyresgäster.
Under 2023 spelades den första säsongen av Netflix dejtingprogram Love is Blind: Sverige in här. I TV4:s Nyhetsmorgon sändes den 1 juni 2025 ett inslag från inspelningarna och då blev det känt att Sverige och Strängnäs fungerar som europeisk inspelnings-hub där många av de europeiska versionerna av formatet spelas in. Detta pågår ännu 2025.

### Fotnoter
1. ↑  ”Ett tragiskt arenamonument | Idrottens Affärer”. www.idrottensaffarer.se. 7 januari 2013. http://www.idrottensaffarer.se/arena/2013/01/ett-tragiskt-arenamonument. Läst 25 november 2018.
2. ↑  Angelica Säfvenberg (27 augusti 2024). ”Strängnäsarena med nio liv: från inomhusfotboll till Netflixsuccé”. www.strengnastidning.se. https://www.strengnastidning.se/nyheter/strangnas/artikel/strangnasarena-med-nio-liv-fran-inomhusfotboll-till-netflixsucce/r5vwmogj. Läst 1 juni 2025.
3. ↑  ”Nyhetsmorgon - Söndag 1 juni”. https://www.tv4play.se/video/ce271625803d6ba3c0b7/sondag-1-juni. Läst 1 juni 2025.